# Martia de statellis
La lex Martia de statellis va ser una llei romana adoptada l'any 172 aC a proposta dels tribuns de la plebs Marc Marci Sermó i Quint Marci Sul·la, quan eren cònsols Gai Popil·li Lenat i Publi Eli Lígur. Nomenava una comissió per castigar els que dolosament (voluntat deliberada de cometre un acte il·lícit) s'oposessin a la restitució de la llibertat als membres de la gens Estatília, que els havia de ser retornada abans de l'1 d'agost.